# 不可能食品
不可能食品（Impossible Foods Inc.）是一家位於美國的素肉生產公司。
该公司于2016年7月推出产品Impossible Burger，並且与漢堡王合作，漢堡王连锁店于2019年夏季开始在美國范围内销售Impossible Whoppers。不可能食品还生产一种類似於肉腸的素肉产品 。